# Пенькі (гміна Доманіце)
Пенькі (пол. Pieńki) — село в Польщі, у гміні Доманиці Седлецького повіту Мазовецького воєводства.
Населення — 44 особи (2011).
У 1975-1998 роках село належало до Седлецького воєводства.

## Демографія
Демографічна структура станом на 31 березня 2011 року:
|          | Загалом | Допрацездатний вік | Працездатний вік | Постпрацездатний вік |
| -------- | ------- | ------------------ | ---------------- | -------------------- |
| Чоловіки | 23      | 3                  | 17               | 3                    |
| Жінки    | 21      | 5                  | 10               | 6                    |
| Разом    | 44      | 8                  | 27               | 9                    |